# Sikang (cheval)
Pour les articles homonymes, voir Sikang.
Le Sikang (chinois : 西康 ; pinyin : xikang) est une race de poney présente dans le Tibet, le Sichuan en Chine et le Sikkim en Inde. Parfois considéré comme une variété du poney tibétain, il sert surtout de cheval de bât pour le transport dans les régions montagneuses.

## Dénomination
Sikang est le nom retenu par CAB International. La race porte également les noms de « Hsi-K'Ang » et « Hsiangcheng » en Chine. Il est possible qu'il s'agisse de la même race que celle nommée « Ganzi » en Chine.

## Histoire
Ce cheval est probablement issu du Sining ou du poney tibétain, avec l'influence du poney du Sud de la Chine,. Il semble qu'au XVIe siècle, ces animaux soient très réputés en Chine pour l'armée, les Kambas ayant l'habitude d'en élever pour fournir les Chinois. Ce commerce périclite au siècle suivant.
En 1949, un observateur Chinois se rend chez les Sikang et déplore la basse qualité des poneys locaux : sur 100 poneys examinés, seuls 8 sont aptes d'après lui au service dans la cavalerie, 20 sont aptes à la traction, et les autres se révèlent de qualité médiocre.

## Description
La FAO classe la race Sikang parmi les poneys, et signale qu'il pourrait s'agir d'une variété du poney tibétain. Il mesure environ 1,22 m et présente un modèle léger, mais solide et musclé. Doué d'une bonne endurance et d'un pied sûr pour arpenter les sentiers montagneux, il est particulièrement apte au travail en haute altitude. La robe est généralement grise, ou « blanche ».
La race n'est pas reconnue, et n'a donc pas de registre généalogique,.

## Utilisations
Il est principalement bâté pour le transport de marchandises. En novembre 1943, une compagnie de transport Sikang-Tibet par animaux de bât a été créée.

## Diffusion de l'élevage

Répartition des différentes races de chevaux élevées en Inde.

La race est présente dans l'Est du Tibet, l'Ouest du Sichuan, ainsi que la région du Sikkim. Le Sikang a été ajouté tardivement à la liste des races de chevaux indigènes de l'Inde par la FAO, vers 1999, avec le Chummarti et le Deccani, deux autres races en voie d'extinction dans ce pays. Le National research centre on equines en Inde le signale comme étant en voie de disparition. La FAO la liste aussi parmi les races locales de la Chine sur la base DAD-IS, mais le niveau de menace pesant sur le Sikang est inconnu pour cet organisme,.